# Gulshan (underdistrikt i Bangladesh)
Gulshan är ett underdistrikt i Bangladesh. Det ligger i den centrala delen av landet. Huvudstaden Dhaka ligger i Gulshan.
Runt Gulshan är det i huvudsak tätbebyggt. Runt Gulshan är det mycket tätbefolkat, med 10 000 invånare per kvadratkilometer.